# 千秋庵製菓

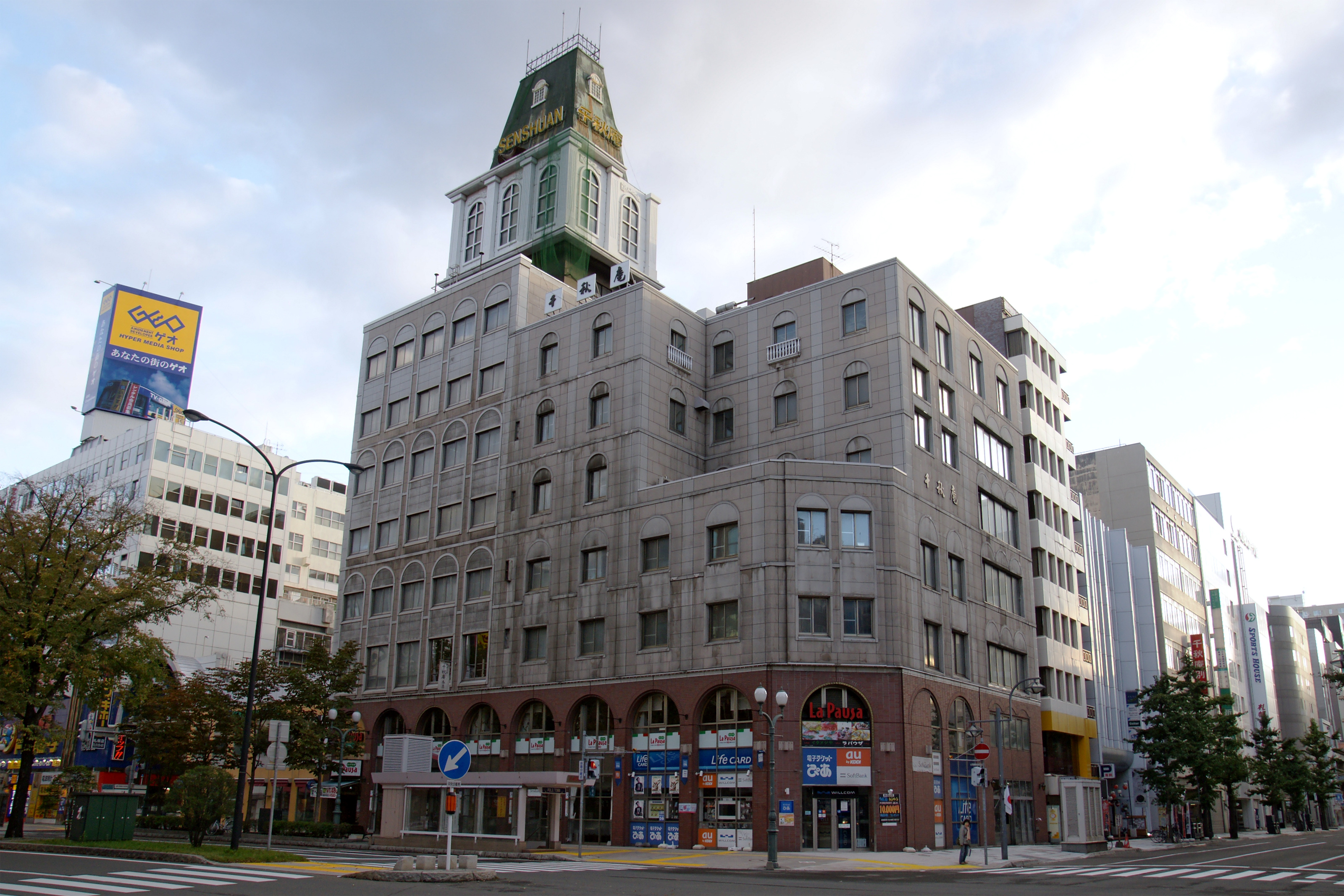
解体前の旧本店ビル（2009年10月）

千秋庵製菓株式会社（せんしゅうあんせいか、英: Sapporo Senshuan Inc.）は、北海道札幌市中央区に本社を置く製菓メーカー。札幌千秋庵のブランド名で展開している。

## 概要
1930年（昭和5年）から販売しているバターとミルクをたっぷり入れた煎餅の「山親爺」をはじめ、「ノースマン」「バター飴」などの菓子を製造・販売している。北海道内のCMで流れた「山親爺」の歌は、北海道の代表的なローカルCMの1つになっている。現在は休校しているが製パン・製菓技術に関する職業能力開発短期大学校「千秋庵製菓短期大学校」を開設しており、「北海道職業能力開発協会」の会員になっている。
2018年には老朽化していた本店ビルを解体し、2020年に新たにホテル「ザ・ノット札幌」やセイコーマートが入居する複合ビルを竣工した。
2022年（令和4年）、後継者不在および、きのとや側の和菓子部門取得の意向を背景として、きのとやグループと業務提携後、9月30日に株式の過半数をきのとやグループのCOCに譲渡し、きのとやが主導する「北海道コンフェクトグループ」の傘下に入った。
きのとやグループ入り後は主力商品の「ノースマン」や「山親爺」のリブランディングや新商品「ゆきだるま」の発売などが行われている。

## 主な商品
- 山親爺（やまおやじ）

雪輪の形にスキーを履き鮭を背負った熊を描いたバター煎餅。名称は熊の愛称に由来し、「出てきた出てきた山親爺」のフレーズで知られる熊やウサギをアニメーションで描いたテレビCMも好評を博した。
- ノースマン

道産小豆のこしあんを包んだ和洋折衷のパイ饅頭。名称は北海道に住む人々の長い冬に耐え北の文化を創造しようとする情熱に敬意を払う思いを込めた。2022年にはリニューアルを行い、これまで存在しなかった季節限定品が投入され、同年に開業したノースマン専門の支店「ノースマン大丸札幌店」では生クリーム入りの限定品「生ノースマン」も発売された。
- ゆきだるま

「山親爺」の生地を雪だるま形に焼き、中にパウダースノーチョコレートを入れたチョコレートクッキーである。2024年11月に発売された直後から品薄となり一躍人気商品となった。
- 小熊のプーチャンバター飴
- 和菓子
  - ノースフォンポテト
  - デラックス栗まん
  - 千秋まんじゅう
  - 千秋羊羹
  - 北の彩り散歩径
  - 塩釜（しおがま）
  - どら焼
- 洋菓子
  - 月の石
  - 白夜
  - バウムクーヘン
- クッキー・サブレ
  - 北のマドンナ
  - カスティラクッキー
  - とうきびサブレー
  - 都ぞ弥生
- チョコレート
  - 山おやじのおきみやげ

## 沿革
「千秋庵」は、1860年（万延元年）に秋田県出身の藩士・佐々木吉兵衛が箱館（現在の函館市）で創業した老舗であり、現在の「千秋庵総本家」が発祥となっている。その後、明治から昭和にかけてのれん分けする形で北海道内各地で「千秋庵」が誕生していった。1894年（明治27年）に「小樽千秋庵」が創業すると（1995年廃業）、1921年（大正10年）に小樽千秋庵から独立して「札幌千秋庵」が創業した。さらに、1933年（昭和8年）には札幌千秋庵から独立して「帯広千秋庵」（現在の六花亭製菓）が創業している。なお、1934年（昭和9年）に総本家から独立する形で創業した「釧路千秋庵」は1990年（平成2年）に札幌千秋庵と合併した。

### 年表
- 1921年（大正10年）：「札幌千秋庵」創業[12]。
- 1930年（昭和05年）：店舗新築し、「山親爺」販売開始[12]。
- 1946年（昭和21年）：倉庫を改装し、喫茶店開店[12]。
- 1950年（昭和25年）：株式会社に改組し、本店新築[12]。
- 1956年（昭和31年）：本館第1期工事開始、第5期まで8年に渡り工事が続いた[12]。
- 1960年（昭和35年）：「山親爺」テレビCM放映開始[12]。
- 1965年（昭和40年）：本館店頭に井戸を掘り、地下水が自由に飲めるサービス開始[12]。
- 1974年（昭和49年）：「ノースマン」販売開始[12]。
- 2005年（平成17年）：厚別工場売却[13]。
- 2017年（平成29年）：本店ビル建替えのため、別館ビルに本社工場・事務所移転[12]。
- 2020年（令和02年）：新本店開業[14]。
- 2022年（令和04年）：1月、きのとやグループと業務提携を行い[7]、9月30日には株式の過半数の譲渡によりきのとやグループの傘下に入った[8]。

## 店舗
札幌市内を中心に店舗を展開しているほか、新千歳空港、室蘭市、新ひだか町に出店している。かつて旭川市や千秋庵が創業していた釧路などにも店舗があったが、いずれも閉店した。